# Sérgio Ricardo dos Santos Júnior
Sérgio Ricardo dos Santos Júnior (født 3. december 1990) er en brasiliansk fodboldspiller, som spiller for den japanske fodboldklub Matsumoto Yamaga FC.